# Szegi
Szegi is een plaats (község) en gemeente in het Hongaarse comitaat Borsod-Abaúj-Zemplén. Szegi telt 338 inwoners (2001).